# 허중
허중(중국어: 何炅, 병음: Hé Jiǒng, 1974년 4월 28일 ~ )은 중국의 텔레비전 진행자, 가수, 배우이다. 후난 사범대학 부속중학과 중국의 대표적인 명문 외대이자 아시아 3대 외대인 베이징 외국어대학 (BFSU) 출신이다. 원래 베이징 외국어대학 (북경외대; 北京外大)에서 아랍어과 교사였다. 1998년부터 《쾌락대본영》을 진행하고 있는 것으로 잘 알려져 있다. 연봉 3,000만 위안 (55억원 이상)을 받는 등 중국에서 가장 연봉을 많이 받는 MC 중 하나로, 비유하자면 중화권의 유재석급 입지의 인물이다.

## 출연 작품
- 더 트로프